# Habitatge amb tribuna de J. Vilaseca Rivera a la plaça Sant Miquel
L'Habitatge amb tribuna de J. Vilaseca Rivera a la plaça Sant Miquel és una obra de Cervera (Segarra) protegida com a Bé Cultural d'Interès Local.

## Descripció
Edifici entre mitgeres situat a la plaça Sant Miquel, molt a prop de l'edifici de la Universitat. L'habitatge és de planta rectangular i té una distribució de planta baixa i dos pisos. La planta baixa està definida per dues obertures; una d'accés a l'habitatge mitjançant la caixa d'escala i l'altra a un espai de magatzem o botiga. Ambdues obertures tenen un arc de llinda i el seu parament és de carreus regulars i ben escairats, mentre que la resta de la façana està arrebossada i pintada. Damunt la porta d'accés a l'habitatge s'obre una gran tribuna de secció rectangular, ocupant els dos nivells de pisos, i presentant una finestra d'arc de llinda a cadascun dels seus costats. Pel que fa a la façana del local comercial, els pisos compten amb un sol balcó de dibuix -el del primer pis és una mica més gran que el del segon. La coberta del conjunt és plana i s'aprofita com a terrat, per això el pla de la façana és rematat amb una balustrada on es combina un tram de gelosia ceràmica i un conjunt de pilars.